# بريندان إرفيني
بريندان إرفيني (بالإنجليزية: Brendan Irvine) (مواليد 17 مايو 1996) هو ملاكم آيرلندي، مثّل بلاده في الألعاب الأولمبية الصيفية 2016.

## روابط خارجية
بريندان إرفيني على موقع بوكس ريك (الإنجليزية) (registration required)
- بريندان إرفيني على موقع اللجنة الأولمبية الدولية (الإنجليزية)
- بريندان إرفيني على موقع أوليمبيديا (الإنجليزية)
- بريندان إرفيني على موقع اللجنة الأولمبية الأيرلندية (الإنجليزية)